# Gabriel Macht
Gabriel Macht (Bronx, 22 de gener de 1972) és un actor estatunidenc, conegut principalment per interpretar The Spirit a l'adaptació epònima de 2008 i pel seu paper com Harvey Specter a la sèrie de televisió de USA Network Suits.

## Biografia
Macht va néixer al Bronx, a Nova York fill d'una família jueva. És fill de Suzanne Victoria Pulier, procuradora de museu i arxivista, i de l'actor Stephen Macht. Té tres germanes: Jesse, música que apareix a The Next Great American Band, Ari Serbin i Julie. Macht va créixer a Califòrnia a partir dels cinc anys. Després de graduar-se a la Beverly Hills High School, va estudiar al Carnegie Mellon College of Fine Arts, on es va graduar el 1994. Mentre estudiava al Carnegie Mellon, va formar part de la fraternitat Delta Upsilon.
Macht va ser nominat al premi al millor protagonista jove després d'interpretar el paper protagonista, amb només vuit anys, a la pel·lícula Why Would I Lie?, amb el nom artístic Gabriel Swann.
Ha participat en diverses pel·lícules i sèries de televisió, com ara Una cançó del passat, Perquè ho dic jo, The Recruit o Archangel. Per preparar-se per participar en la pel·lícula de 2001 Behind Enemy Lines, Macht va passar una setmana al mar filmant a la coberta, els corredors i l'hangar del USS Carl Vinson. Macht va interpretar el paper protagonista en l'adaptació de 2008 del còmic de Frank Miller The Spirit. Tot i que la pel·lícula no va tenir massa bons resultats en taquilla, tant l'adaptació com el mateix Macht van aconseguir despertar seguidors de culte.
El juliol de 2010 es va anunciar que Macht havia firmat per protagonitzar la sèrie de televisió de USA Network Suits, que en un principi es va conèixer sota el títol A Legal Mind. La sèrie va ser un èxit tant per Gabriel com per USA Network, i va ser renovat per una setena temporada el juliol de 2017. Tot i que no apareix als títols oficials de la pàgina de USA Network, tant el nom de Macht com el de l'altre protagonista de la sèrie, Patrick J. Adams, apareixen com a coproductors de cada episodi als crèdits dels capítols des de la tercera temporada.

## Filmografia

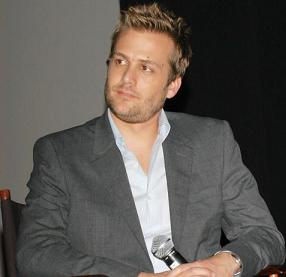
Macht el juny de 2004.

### Cinema
| Any  | Títol                                                  | Paper                                  | Notes                                                                                         |
| ---- | ------------------------------------------------------ | -------------------------------------- | --------------------------------------------------------------------------------------------- |
| 1980 | Why Would I Lie?                                       | Jorge                                  | Acreditat com Gabriel Swann Nominat als Premis Young Artist al millor actor protagonista jove |
| 1998 | The Object of My Affection                             | Steve Casillo                          |                                                                                               |
| 1998 | The Adventures of Sebastian Cole                       | Troy                                   |                                                                                               |
| 1999 | Simply Irresistible                                    | Charlie                                |                                                                                               |
| 2000 | The Bookie's Lament                                    | Mickey                                 |                                                                                               |
| 2000 | 101 Ways (The Things a Girl Will Do to Keep Her Volvo) | Dirk                                   |                                                                                               |
| 2001 | American Outlaws                                       | Frank James                            |                                                                                               |
| 2001 | Behind Enemy Lines                                     | Aviador naval Tinent Jeremy Stackhouse |                                                                                               |
| 2002 | Bad Company                                            | Officer Seale                          |                                                                                               |
| 2003 | The Recruit                                            | Zack                                   |                                                                                               |
| 2003 | Grand Theft Parsons                                    | Gram Parsons                           |                                                                                               |
| 2004 | Una cançó del passat                                   | Lawson Pines                           |                                                                                               |
| 2006 | The Good Shepherd                                      | John Russell Jr.                       | Festival Internacional de Cinema de Berlín per la seva contribució artística                  |
| 2007 | Perquè ho dic jo                                       | Johnny Dresden                         |                                                                                               |
| 2008 | The Spirit                                             | Denny Colt/The Spirit                  |                                                                                               |
| 2009 | Middle Men                                             | Buck Dolby                             |                                                                                               |
| 2009 | Whiteout                                               | Robert Pryce                           |                                                                                               |
| 2009 | One Way to Valhalla                                    | Bo Durant                              |                                                                                               |
| 2010 | Love & Other Drugs                                     | Trey Hannigan                          |                                                                                               |
| 2011 | S.W.A.T.: Firefight                                    | Paul Cutler                            |                                                                                               |
| 2011 | A Bag of Hammers                                       | Wyatt                                  |                                                                                               |
| 2013 | Breaking at the Edge                                   | Detective Williams                     |                                                                                               |

### Televisió
| Any          | Títol                    | Paper            | Notes                               |
| ------------ | ------------------------ | ---------------- | ----------------------------------- |
| 1991         | Beverly Hills, 90210     | Tal Weaver       | Episodi: "Leading from the Heart"   |
| 1995         | Follow the River         | Johnny Draper    | Pel·lícula per TV                   |
| 1997         | Spin City                | The Naked Guy    | Episodi: "Snowbound"                |
| 1998         | Sex and the City         | Barkley          | Episodi: "Models and Mortals"       |
| 1999         | Wasteland                | Luke             | Episode: "Best Laid Plans"          |
| 2000         | The Audrey Hepburn Story | William Holden   | Pel·lícula per TV                   |
| 2000         | The Others               | Dr. Mark Gabriel | Paper principal, 13 episodis        |
| 2005         | Numb3rs                  | Don Eppes        | Episodi: "Unaired Pilot"            |
| 2005         | Archangel                | R.J. O'Brian     | Minisèrie                           |
| 2011–present | Suits                    | Harvey Specter   | Paper protagonista, també productor |